# 贾布县 (犹他州)
賈布县（英語：Juab County）是美国犹他州中西部的一個縣，西鄰内华达州，面積8,822平方公里。根據2020年美國人口普查，共有人口11,786人。縣治和最大城市為尼法（Nephi）。該縣成立於1852年。縣名是印第安語，是「乾燥的谷地」或者「谷地」的意思。